# Testudinella insinuata
Testudinella insinuata is een raderdiertjessoort uit de familie Testudinellidae. De wetenschappelijke naam van deze soort is voor het eerst geldig gepubliceerd in 1938 door Hauer.